# Перина
Пери́на — прямоугольный чехол с набитым внутрь пухом или смесью пуха и мелкого пера. Используется как матрац, наматрасник или в качестве одеяла.

## История
Место изобретения перин спорно, авторы сходятся на том, что перины были неизвестны в ранней Античности, греки и римляне спали на шкурах и листьях, позже на соломенных матрасах. Перины были заимствованы римлянами во времена ранней империи из Египта или от кельтов и германцев (при том, что другие авторы упоминают, наоборот, заимствование перин народами Северной Европы у римлян). Во времена Плиния перины были широко распространены среди знати.
В Англии повсеместное использование соломенных матрасов было общепринятым (даже в королевских дворцах) до времени крестовых походов, когда более мягкая начинка была занесена с Востока, но даже в конце XIII века в богатых домах матрасы были по-прежнему набиты соломой или мякиной. После этого перины довольно быстро распространились, уже к 1495 году, когда парламент в целях борьбы с болезнями принял требования к материалам для матрасов, перины были широко распространены (акт парламента запретил, в частности, использование конского волоса).
Континентальная Европа научилась комфортабельно спать раньше: манускрипты IX века содержат иллюстрации постелей с перинами (хотя не исключено, что некоторые из этих иллюстраций просто скопированы с античных рукописей).

## В культуре
Перина служила символом роскоши и изнеженности уже у древних римлян. В «Сатирах» Ювенал упоминает, в частности, «перину Сарданапала». Это упоминание породило в искусстве ассоциацию Сарданапала с периной и даже утверждения о том, что Сарданапал является её изобретателем. Тот же Ювенал, описывая бегство матроны с гладиатором, подчёркивает её испорченность указанием на то, что она выросла на перинах.
Описывая перины, Плиний отмечает, что «мы обабились до того, что уже и мужчины не могут заснуть без этого приспособления».
В современном английском языке перина ассоциируется также с бездельем: англ. featherbed soldier — солдат, служба у которого легка; англ. featherbed job — работа, на которой не надо особенно напрягаться (обычно благодаря каким-то ограничениям, которых добились профсоюзы).